# جوجولاندز
أرض جوجو سلسلة مانغا يابانية كتبها ورسمها هيروهيكو أراكي، وهي الجزء التاسع من سلسلة مغامرات جوجو العجيبة الأكبر، كجزء من الاستمرارية المُعاد تشغيلها التي وُضحت في ستيل بول رن (2004-2011) وجوجوليون (2011-2021). تدور أحداثها في ولاية هاواي الأمريكية في أوائل عام 2020، وتتبع جوديو جويستار، المراهق العصابي الذي يهدف إلى أن يصبح ثريًا في المناطق الاستوائية. وقد تم تسلسلها بواسطة شويشا في مجلة مانجا القفزة الفائقة منذ 17 فبراير 2023.

## القصة
جوديو جويستار هو طالب في المدرسة الثانوية يعيش مع عائلته في أواهو ، هاواي. هدفه هو أن يصبح ثريًا جداً. يعمل جوديو مع شقيقه الأكبر دراغونا في عالم العصابات في ولايته لضمان حماية والدته أيضًا. في أحد الأيام، أصدر مدير مدرسته ورئيسه ميريل مي تشي تعليمات إلى جوديو ودراغونا وزميلهما المصاب بهوس السرقة باكو لابورانتيس لتنفيذ عملية سرقة جنبًا إلى جنب مع العميل المشبوه أوساجي ألوهاوي. 
يصل الأربعة إلى الجزيرة لسرقة ماسة زرقاء باهظة الثمن من فنان المانجا الياباني روهان كيشيبي. تقتحم المجموعة منزل روهان ليكتشفوا ليس فقط الماسة الزرقاء، بل أيضًا صخرة من الحمم البركانية يمكنها جذب أي شيء ذي قيمة يلمسه حاملها. يقوم جوديو بعرقلة روهان ويقنعه بالسماح للفريق بالمغادرة بكل من الماس والصخور البركانية، ولكن ليس قبل أن يحذره رسام المانجا من المطاردين الآخرين. سرعان ما تعرضت مجموعة جوديو للهجوم في الغابة من قبل ثلاثة قطط وفي النهاية مالكها المعروف أيضًا باسم الساحر المقيم في الجزيرة، والذي يأمل في استخدام الصخرة للتحقيق في اختفاء شقيقه في هوالالاي . بناءً على اقتراح باكو، يُعرض على الساحر مكانًا في الفريق مقابل المعرفة المتعلقة بالصخرة.
تعود العصابة إلى أواهو دون وقوع أي حادث آخر. بينما يشرح الفريق المكون من خمسة أفراد صخرة الحمم البركانية لميريل مي، يلاحظ تشارمينغ مان عدم قدرته على التحقيق في اختفاء أخيه بمفرده، نظرًا لأن موقع اختفاء أخيه هو ملكية خاصة. تشير ميريل مي إلى أن العقار المعني ينتمي إلى شركة Howler التي تبلغ قيمتها ملايين الدولارات، وتقترح أن تستخدم المجموعة صخور الحمم البركانية للسيطرة على الشركة وأرباحها.
أُمر الخمسة بزيارة مكتب تسجيل الأراضي بولاية هاواي للحصول على سندات ملكية هاولر. يمرض اوساغي والساحر ودراغونا بعد مغادرة المبنى، قاموا بخداع الموظف للسماح بالوصول إلى المستندات للثلاثة وتم نقلهم أيضًا إلى المستشفى لظهور أعراض مماثلة. يكتشف جوديو أن سبب الهجوم هو باغ غروفز، وهو حامل آلي يملكه وكيل هاولر، وتندفع العصابة إلى المستشفى لإنقاذ أوساغي. يجدون أنفسهم في وحدة العناية المركزة، ويرون نفس الموظفة، التي تم الكشف عن أنها ابنة عضو في الكونجرس يحقق حاليًا في أنشطة هاولر غير القانونية المزعومة. بإشارة من صخرة الحمم البركانية، يتلاعب دراغونا بجهاز ايباد الخاص بعضو الكونجرس للتوقيع على أمر يجبر هاولر على منح أرضهم في هوالالالي للحكومة.

### المجلدات
عنوان الفصل الأول من كل زوج هو العنوان المستخدم في المجلدات المجمعة. والثاني هو العنوان المستخدم في التسلسل الأصلي في Ultra Jump .

### الفصول ليست بتنسيقتانكوبون
الفصول التالية لم يتم إصدارها بعد في مجلدات tankōbon المجمعة:
- 13. "'The Absurd Event That Happened to Me That Year'" ("その年わたしに起こった不条理な出来事" "Sono Toshi Watashi ni Okotta Fujōri na Dekigoto"؟)
- 14. "Hawaii State Land Registry Office" (ハワイ州土地登記所 Hawai-shū Tochi Tōkijo؟)
- 15. "Bigmouth Strikes Again" (ビッグマウス・ストライクス・アゲイン Biggumausu Sutoraikusu Agein؟)
- 16-17. "That Girl's Bags Groove (1–2)" (あの娘のバグス・グルーヴ その①〜② Ano Musume no Bagusu Gurūvu Sono 1–2؟)

## استقبال
كان الاهتمام بإطلاق السلسلة كافيًا للحث على طباعة ثانية للإصدار الأول من الترا جمب - وهي المرة الرابعة فقط التي يحدث فيها هذا في تاريخ الرا جمب والمرة الأولى منذ أحد عشر عامًا.  ظهر المجلد الأول من التانكوبون لأول مرة في الجزء العلوي من مخططات المبيعات اليابانية الأسبوعية لـ أوريكون للرسوم الهزلية المطبوعة،  وأفادت Comic Natalie أنه كان أعلى ورابع أعلى كتاب كوميدي مبيعًا في الأسبوع في مكتبات Tsutaya وComic Zin، على التوالي. .  كان المجلد الثاني هو المجلد الحادي عشر من أعلى مجلدات المانجا المطبوعة لأول مرة لـ شوئيشا لعام 2023-2024 (الفترة من أبريل 2023 إلى مارس 2024)، مع طباعة 350.000 نسخة. 
لقد احتلت المرتبة الخامسة عشرة ، جنبًا إلى جنب مع أسوار الجليد ، في Kono Manga ga Sugoi لـ Takarajimasha ! قائمة أفضل المانجا لعام 2024 للقراء الذكور. 